# The Libertine
The Libertine (El decadente, en México; El libertino, en Argentina y Venezuela) es una película británica de 2004 dirigida por Laurence Dunmore, protagonizada por Johnny Depp, John Malkovich, Samantha Morton, Rosamund Pike, Tom Hollander, Johnny Vegas, Richard Coyle, Rupert Friend y Kelly Reilly en los papeles principales. Basada en la obra de teatro homónima de Stephen Jeffreys, también autor del guion, presenta un capítulo en la vida de tres personajes históricos: John Wilmot, Carlos II de Inglaterra y Elizabeth Barry. Ganó el premio British Independent Film Awards a la mejor actriz de reparto (Rosamund Pike), y fue nominada a siete premios más.

## Sinopsis
En Londres, en plena época de la Restauración inglesa, John Wilmot, segundo conde de Rochester, una de las personalidades más complejas de la historia de Inglaterra, es un artista que ha alcanzado la popularidad en su época gracias a su personalidad libertina, su talento y a su estilo de vida lascivo y rebelde. La osadía de sus escritos ha atraído la atención de las altas esferas de su época y se ha convertido incluso en confidente del rey Carlos II, muy permisivo con los devaneos del conde. Sin embargo, cuando el conde se enamora de Elizabeth Barry, una actriz llena de talento y ambición, las cosas van a cambiar. Wilmot va a traspasar los límites de lo permitido, y su destino se va a precipitar sobre él sin que encuentre forma de impedirlo.

## Argumento
1675, El rey Carlos II de Inglaterra (John Malkovich) manda llamar al conde de Rochester (Johnny Depp) de regreso a Londres, después de haberlo desterrado. El duque regresa acompañado de sus amigos George Etherege (Tom Hollander) y Charles Sackville (Johnny Vegas). En el camino se cruzan con un ladrón llamado Alcock (Richard Coyle), a quien el conde decide contratar como su ayuda de cámara.
Ya en Londres, en uno de sus primeros actos sociales, el conde asiste a una representación teatral en la que actúa Elizabeth Barry (Samantha Morton), que es abucheada por el público y abandona el escenario, lo que causa su despido de la compañía. El conde, sin embargo, queda impresionado por la actriz y apuesta con su amigo Etherege, que él puede hacer de ella una actriz de renombre en el plazo de un año. El oficio de actriz era considerado igual al de prostituta, lo que hace que Elizabeth Barry acepte y se convierta en la pupila del conde. Al poco tiempo se transforman en amantes.
El rey Carlos II llama ante su presencia al conde de Rochester y le pide que escriba una pieza de calidad que trate sobre él mismo, para respaldar su legado como rey.
Tal como lo había prometido y después de un intenso trabajo de preparación, el conde logra que Elizabeth realice una brillante representación en su próxima obra, pierde la apuesta y paga su deuda, aunque eso conlleva a Etherege a tratar a Elizabeth con desdén, al menos al principio. El rey llama a Elizabeth y le paga para que espíe el trabajo del conde y le informe de sus progresos.
Un nuevo miembro aparece en el grupo de amigos del conde, Billy Downs (Rupert Friend) y se transforma en un amigo cercano de él, aunque con una advertencia de Rochester: morirás con estas compañías.
La situación económica del reino era difícil y el rey busca ayuda en el reino de Francia. Un embajador francés es enviado para tratar el asunto y Carlos II, para halagar e impresionar al embajador, le pide al conde de Rochester que reescriba la pieza ya encargada como un homenaje extravagante al francés. El duque escribe una pieza llamada Sátira sobre Carlos II, con un intenso contenido sexual que aparentemente es del gusto del embajador, que incluye actores desnudos, escenografía fálica, y distribuye consoladores entre los asistentes, entre quienes se encontraban el rey y el embajador. Para rematar el efecto, el conde asume el rol del rey, a quien critica mordazmente. Sintiéndose ultrajado, el rey confronta a Rochester y abandona el teatro, y el conde huye para ocultarse de su furia, y sin embargo continúa con su vida libertina. Uno de sus excesos con el alcohol causa la muerte de su amigo Billy Downs justo como se lo advirtió e incluso reprochándoselo en su agonía final. El conde logra evadir la persecución del rey por seis meses, pero enferma de sífilis y decide mantenerse en la clandestinidad; adopta el nombre de Doctor Bendo, un curandero, se hace acompañar de Alcock y de una amante y confidente llamada Jane (Kelly Reilly) vendiendo pociones curativas que obviamente son una estafa. La sífilis comienza a destruirlo físicamente y comienza a usar una máscara para ocultar su rostro desfigurado. 
Los enviados del rey finalmente lo encuentran y lo llevan de regreso a Londres ante la presencia de Carlos II. El soberano, en lugar de ordenar su ejecución, decide que un castigo peor para el conde es ignorarlo, y borrar así su personalidad para siempre. El conde regresa a su hogar al lado de su esposa Elizabeth Malet (Rosamund Pike) y de su madre, que logra convencerlo de renunciar a su ateísmo y volverse cristiano, aunque Elizabeth al principio lo increpó, harta de la vida libertina de su esposo.
La situación política se ha vuelto difícil para Carlos II, debido a su apoyo al catolicismo en Inglaterra, y el Parlamento busca su renuncia a la corona. El rey no tiene herederos, y su católico hermano Jacobo, duque de York, es la única esperanza de sucesión. El Parlamento rechaza esta posibilidad y presenta una proposición llamada Acta de exclusión, para evitar esta posibilidad. Se realiza una votación en la que el rey pierde por 15 votos. El conde de Rochester realiza una dramática entrada en escena en el Parlamento donde le acusan al principio de cobardía por lo ocurrido con Downs y el tiempo en que se mantuvo en la clandestinidad, a esas alturas él ya está en un estado avanzado de su sífilis (su cara aparece cubierta de maquillaje y con una nariz de plata, apoyado en dos bastones, con los cuales se desplaza dificultosamente). Comienza entonces su elocuente discurso de acusación al Acta de la exclusión, para luego retirarse. Se realiza una nueva votación y el rey gana esta vez por 40 votos. El rey lo alcanza para decirle que finalmente el conde había hecho lo que él le había pedido, una acción que respaldara su legado como rey, a lo que el conde le contesta, desdeñoso, que su discurso lo había escrito sin pensar en él. El conde sigue su camino para encontrarse nuevamente con Elizabeth Barry, que le revela que existe una hija, fruto de la relación entre ambos, y lo rechaza después. El conde regresa a su hogar para morir, acompañado de su esposa, de su madre y de Alcock.
La escena final, después de la muerte de Rochester es precisamente una sátira de él escenificada en el teatro, escrita por Etherege, en la cual Barry personifica a la esposa del conde anunciando el encanto que se desvaneció con su muerte, siendo aplaudida por todos, amigos y no tan amigos del conde e incluso por Carlos II.

## Reparto
| Actor           | Personaje                               |
| --------------- | --------------------------------------- |
| Johnny Depp     | John Wilmot, segundo conde de Rochester |
| Samantha Morton | Elizabeth Barry                         |
| John Malkovich  | Carlos II de Inglaterra                 |
| Rosamund Pike   | Elizabeth Malet                         |
| Kelly Reilly    | Jane                                    |
| Tom Hollander   | George Etherege                         |
| Johnny Vegas    | Charles Sackville                       |
| Rupert Friend   | Downs                                   |
| Richard Coyle   | Alcock                                  |
| Jack Davenport  | Harris                                  |

## Producción y estreno
La producción corrió a cargo de Lianne Halfon, John Malkovich y Russell Smith. Se estrenó el 16 de septiembre del 2004 en el Festival Internacional de Cine de Toronto, y en los cines del Reino Unido el 18 de noviembre del año siguiente. No llegó a un país de habla hispana sino hasta el 2006, cuando se estrenó en España.